# François Félix Roubaud
Pour les articles homonymes, voir Roubaud.
 (décembre 2018).
François Félix Roubaud, dit Roubaud l’aîné, né le 2 janvier 1824 à Cerdon (Ain) et mort le 13 décembre 1876 à Lyon, est un sculpteur français.
Il est le frère aîné du sculpteur Louis Auguste Roubaud (1828-1906), dit Roubaud le jeune. Il a eu la même formation ainsi qu'une carrière similaire, bien que sensiblement plus longue.

## Biographie

### Formation
François Félix Roubaud est fils de Philippe Roubaud, menuisier, et de Françoise Girais. Sa famille s'établit à Lyon vers 1835. Très jeune, il travaille avec son père à de très nombreux décors sur bois ; nombre de portes d'allées lyonnaises des débuts du Second Empire doivent lui être attribuées.
Il est élève de l'École professionnelle de La Martinière puis de l’école des beaux-arts de Lyon entre 1846 et 1849. Il y est l’élève de Joseph Fabisch. Il fréquente également l’atelier du graveur Victor Vibert. Roubaud obtient la médaille d'or au concours du palais des Arts de Lyon,. Plusieurs fois lauréat, il entre à l'École des beaux-arts de Paris en 1849.
Boursier du département de l'Ain, Roubaud entre en 1848 à l’École des beaux-arts de Paris et devient un des derniers élèves de James Pradier (mort en 1852). Pour le tombeau de ce dernier, il exécute le bas-relief de La Poésie légère d’après l’œuvre du maître. À Paris, il réalise des décorations pour le palais du Louvre et le palais du Luxembourg.
Il participe dès 1851 à l’exposition de la Société des amis des arts de Lyon avec deux statuettes en plâtre, l’une comme l’autre  sont aussitôt recréées en bronze, La Rivière d’Ain (1849, plâtre, Bourg-en-Bresse, monastère royal de Brou) et Eurydice (1851, bronze, Bourg-en-Bresse, monastère royal de Brou), ainsi que quatre portraits (bustes ou médaillons). Dans un souci de cultiver sa publicité et étant doté d'une grande facilité d'exécution, il multiplie les envois à l'exposition lyonnaise. Ainsi en 1857, l’envoi de Félix Roubaud à cette exposition s’élevait à 22 œuvres. Dans cet ensemble varié, qui va de la maquette pour un monument équestre à un groupe religieux, les portraits tenaient la part la plus importante. On compte une série de quinze médaillons en plâtre rangés autour de deux catégories : « Contemporains à Paris »  et « Contemporains à Lyon ». Il envoie environ 120 œuvres en vingt ans. Son envoi au Salon de Lyon le fait remarquer par Paul Normand qui loue son extrême fécondité et sa puissance poussée jusqu'à l'exagération. Aujourd'hui, sept des médaillons de l’exposition de Lyon sont conservés au musée des Beaux-Arts de Lyon, bien qu'on n'en connaisse pas la provenance. L'hypothèse la plus probable se tournerait vers le numismate Henry Morin-Pons (1831-1905) qui a fait don de son médaillier et de sa bibliothèque à la Ville de Lyon. 
Il participe à son premier Salon parisien en 1853, alors qu'il n'a pas encore fini ses études. Il y expose jusqu'à sa mort en 1876.

### Un parcours lyonnais et parisien
S'il a échoué au prix de Rome, François Félix Roubaud est tout de même chargé de commandes à publiques, aussi bien à Lyon qu'à Paris.

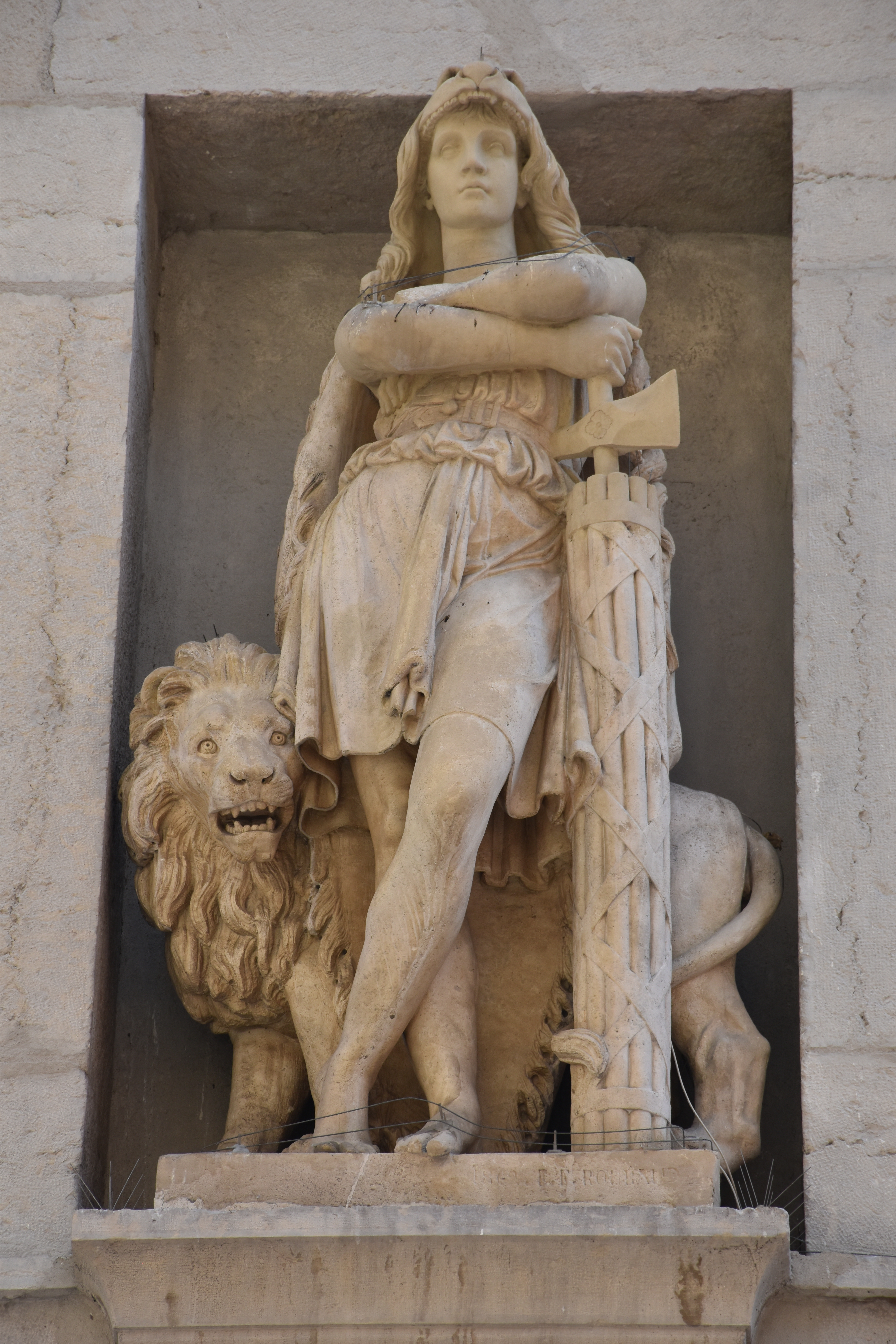
La Force (1862), palais de justice de Lyon, façade ouest.

Entre 1857 et 1863, François Félix Roubaud exécute les décorations de plusieurs édifices publics de Lyon, notamment le palais de justice pour lequel il sculpte La Force et La Justice, ainsi que des médaillons de la rue Saint-Jean. En 1870, il sculpte les statues des piédestaux de la façade principale du même palais de justice,. 
François-Félix Roubaud collabore à la décoration du palais du Louvre à Paris en effectuant les tympans des pavillons Denon et Daru. Il exécute un groupe en marbre, La Vierge et l'Enfant Jésus au Temple pour le Salon de 1864. Sa réplique (1869) est conservée à l'église Saint-Laurent à Paris. Il exécute un grand nombre de portraits sous forme de statuette, buste ou médaillon. Il réalise plusieurs figures colossales qui, à Lyon, ornent le palais de la Bourse, le grand Théâtre et le palais de justice.    
En plus des commandes publiques il a également eu de nombreuses commandes de portraits. Il a modelé ainsi de nombreux bustes et médaillons parmi lesquels on peut nommer les bustes de Frédéric Dufour ou de Pierre Révoil, commandé sur les arrérages de la fondation Grognard. Dans la clientèle privée de Roubaud, on compte Francisque Balaÿ, ancien député de la Loire au Corps législatif. Il modèle ainsi un buste à son effigie et un autre à celui de sa femme. Il s'agit du même mécène qui a commandé La Vierge et l'Enfant Jésus au Temple. Parmi les productions de portraits, qu'il s'agisse de bustes ou de médaillons, on retrouve de nombreux membres des réseaux saint-simoniens comme Prospère Enfantin. Roubaud était lui-même membre honoraire de la société de secours mutuel dite Les Amis de la Famille, créée afin d'aider les militants ou les sympathisants de la cause. Proche des saint-simonien et notamment de François Arlès-Dufour, il est vu comme leur propagandiste à Lyon.    

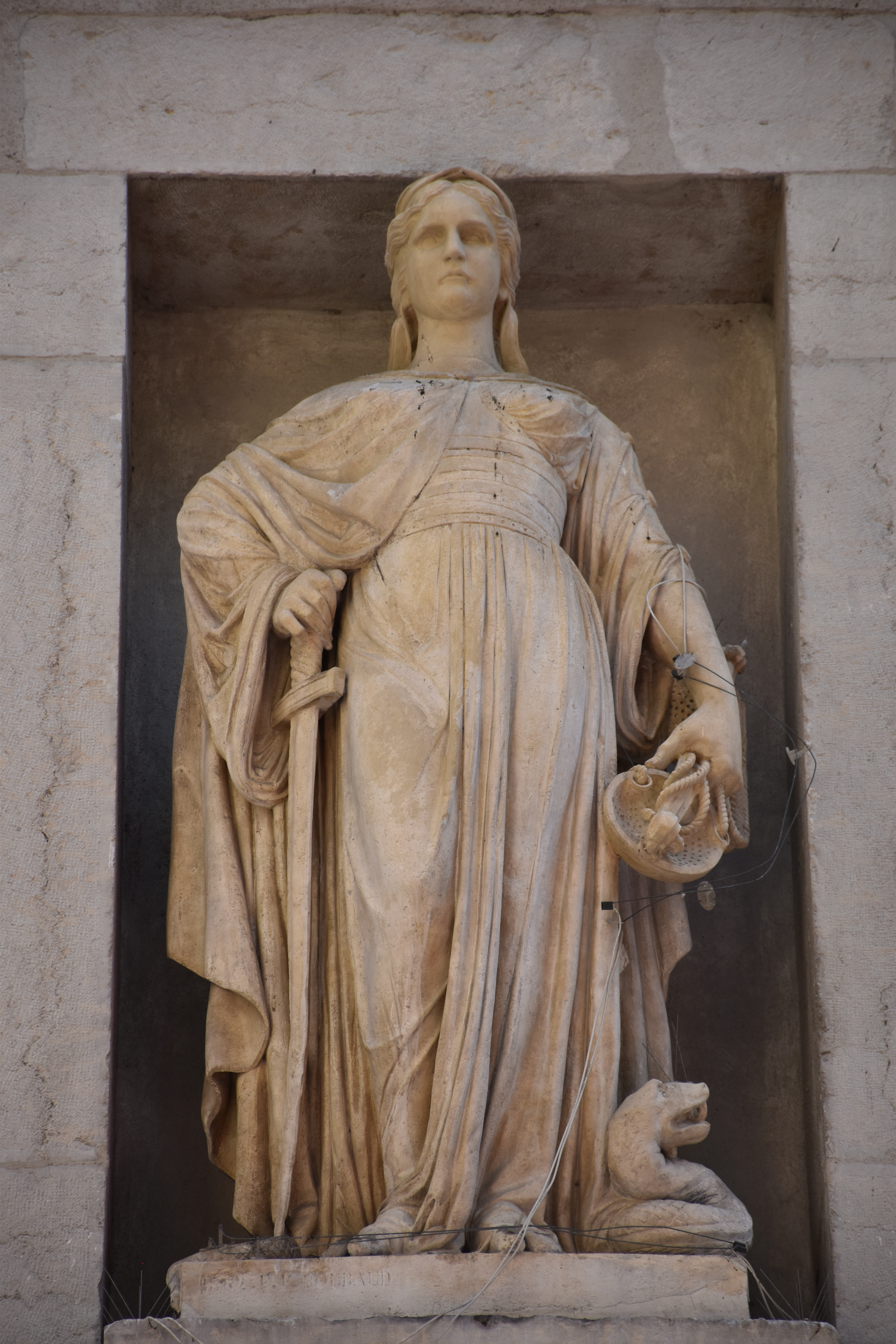
La Justice (1862), palais de justice de Lyon, façade ouest.

### Un succès inégal
À Lyon, Roubaud participe au concours pour le Monument à Claude-Marius Vaïsse. Il obtient une seule voix face à deux concurrents, son ancien maître Joseph-Hugues Fabisch et Gustave Bonnet qui remporte le concours. En 1867, il reçoit la commande de l’Automne, elle est acceptée par le jury qui constate « Cette fois la figure est mieux comprise ».   
À Paris, au contraire, François Félix Roubaud, jouit d'une certaine réputation. En 1857, il y soutient son jeune frère, Louis Auguste Roubaud, alors élève aux Beaux-Arts de Paris et pour exécuter sa commande du Louvre. En 1859, il  expose son Eurydice, remarquée par Théophile Gautier et qui connaît les honneurs de L'Illustration. En 1862, il obtient la commande du portrait de Nicolas Antoine Taunay pour la galerie des Batailles de Versailles ; il terminera ce buste en 1863. 
Roubaud meurt le 14 décembre 1876 des suites d'une longue maladie. Sa sépulture, ornée d'une épitaphe de John Pradier, le fils de James Pradier, est située à Lyon au cimetière de la Guillotière. En 1879, l’État met en dépôt au musée de Bourg-en-Bresse quelques originaux en plâtre L’Amour et Psyché, La Barque de Caron, La Chèvre Amalthée. Le 26 novembre 1995, l’hôtel des ventes de Tarbes a dispersé un « bel ensemble de sculptures en cours de finition ou épreuves d’artistes », dont un petit groupe en marbre de la Barque de Caron (Paris, 1870) qui pourrait être la statuette exposée en 1872 à Lyon, et cinq ans plus tard à Paris. 

## Œuvres dans l'espace public

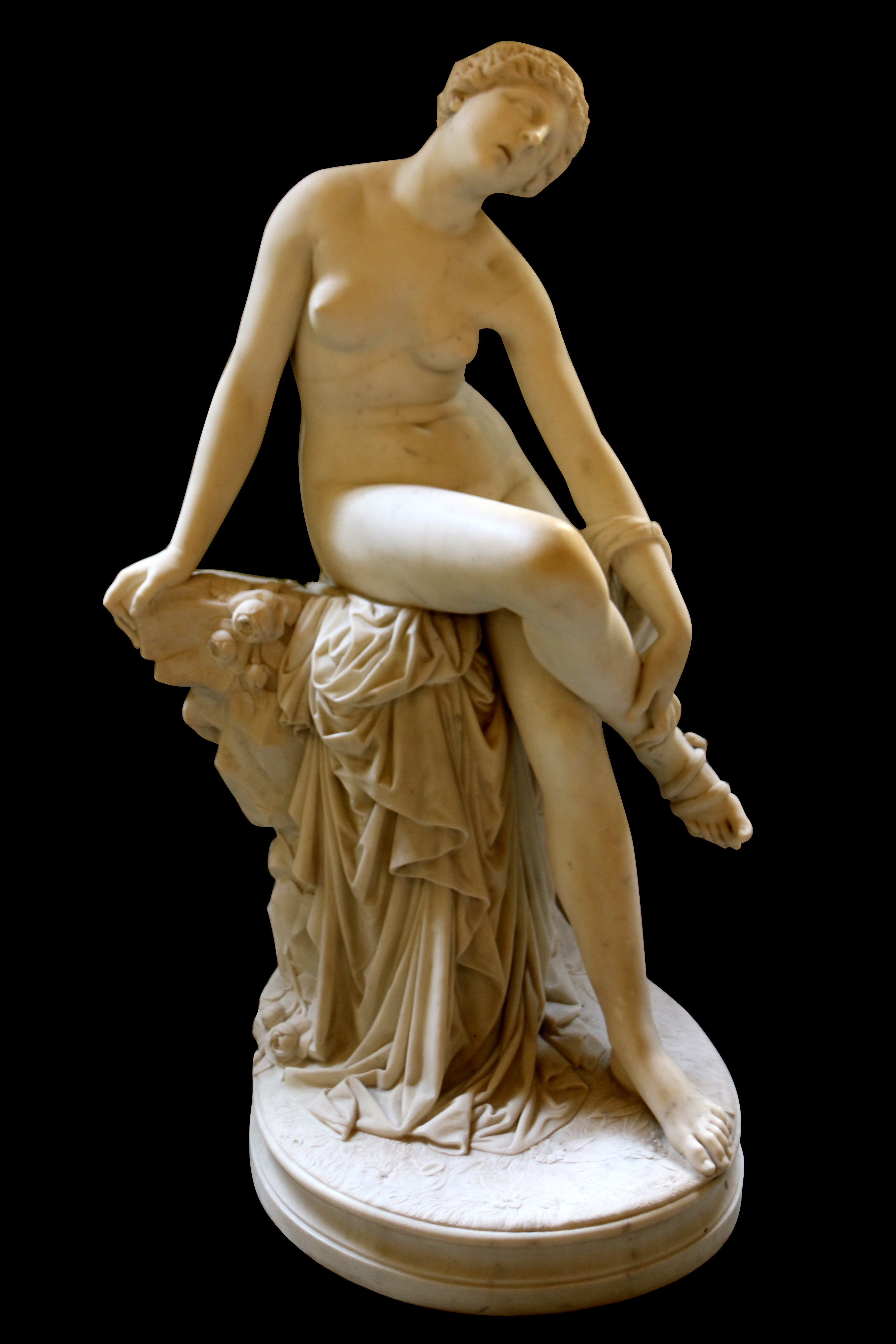
Eurydice mordue par un serpent (1859), Aix-en-Provence, musée Granet.

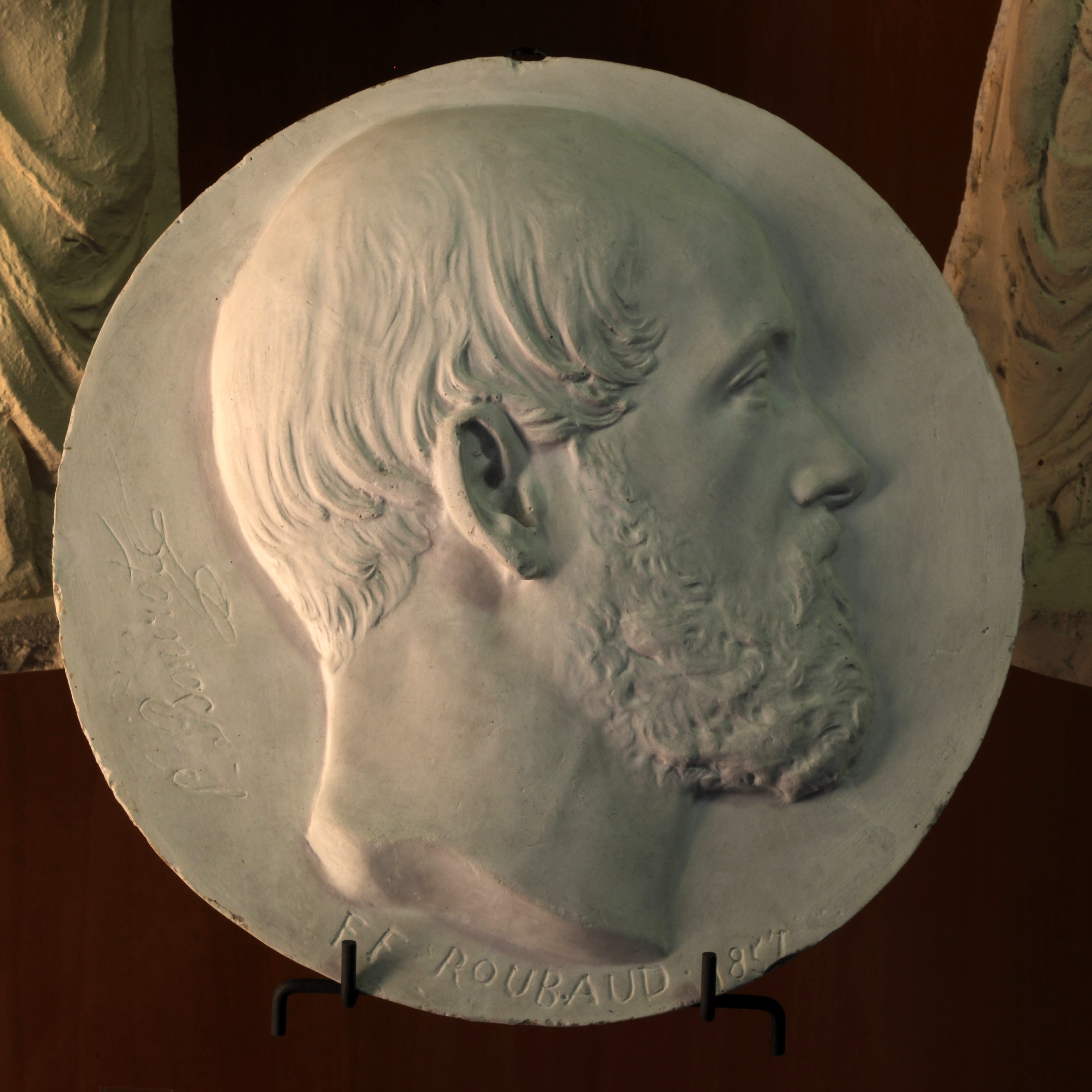
Pierre Bonirote (1857), musée des Beaux-Arts de Lyon.

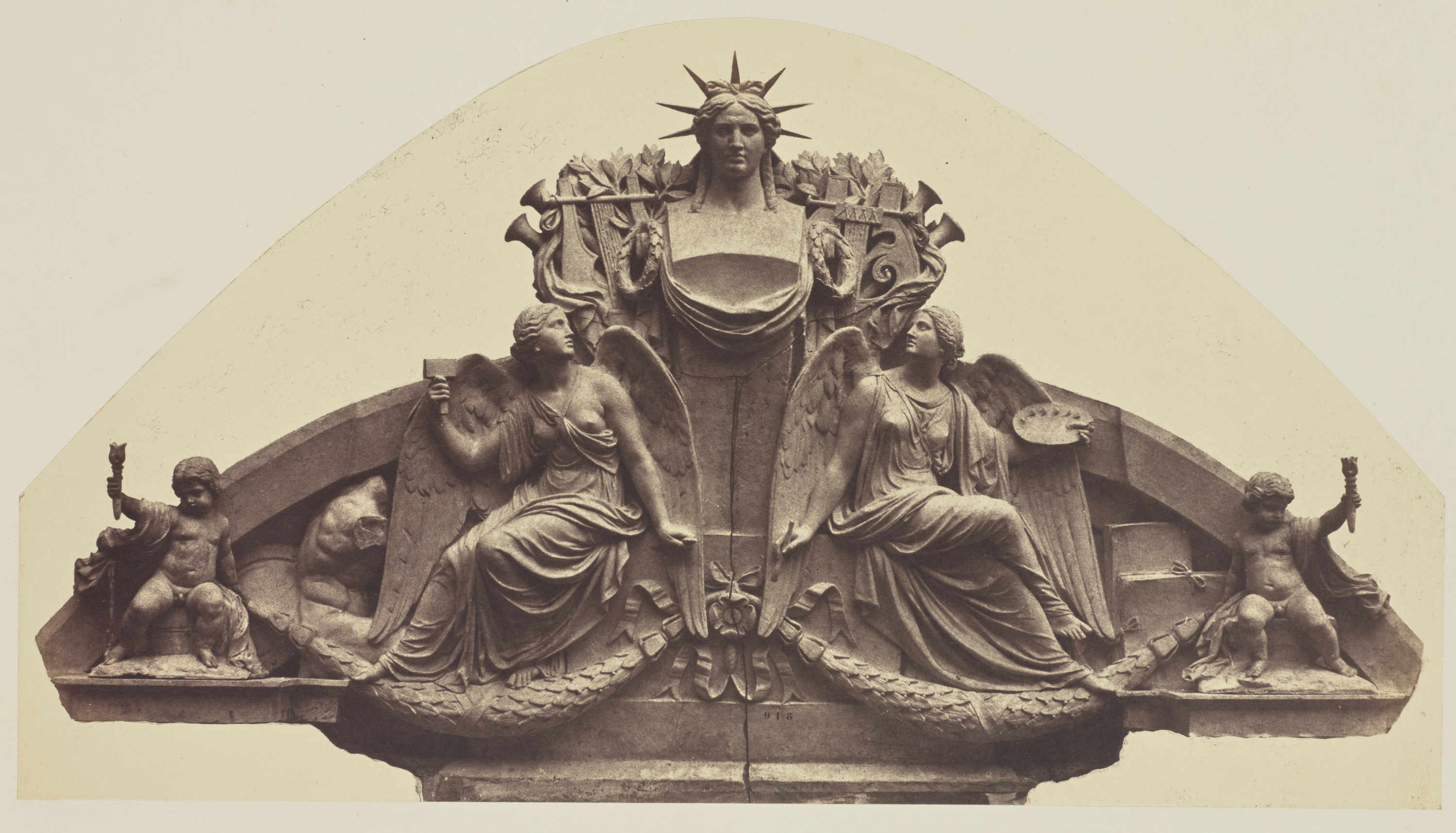
La Sculpture et la Peinture, sculpture de François Félix Roubaud, décor du palais du Louvre, Paris (entre 1855 et 1857), plâtre, Paris, musée d'Orsay.

- Aix-en-Provence, musée Granet : Eurydice mordue par un serpent, 1859, marbre.
- Dinan, musée de Dinan : Eurydice mordue par un serpent, 1859, plâtre, 103 × 41 cm.
- Bourg-en-Bresse, musée de Brou :
  - Mercure, 1848[8] ;
  - La Rivière d'Ain, 1849 ;
  - Eurydice, 1851, Salon de 1861[9],[10] ;
  - La Barque de Caron, 1870, marbre blanc, 57,5 × 67 cm[11], petit morceau de serpent et caducée manquant[12] ;
  - François Frédéric Dufour, 1852, buste en marbre, 54 × 35 × 22 cm[13] ;
  - Charles Robin, 1853, buste en marbre, 52 × 31 × 22 cm[14].
- Lyon :
  - musée des Beaux-Arts : 
    - Pierre Révoil, 1873, buste en plâtre, 115 × 37 × 35 cm[15],[3] ;
    - Le Sénateur Vaïsse, 1865, modèle en plâtre patiné[16],[3] ;
    - Pierre Bonirote, 1857, médaillon en plâtre, 22 × 21,5 × 4 cm[17],[3] ;
    - Alphonse Arlès, 1856, médaillon en plâtre, 25,5 × 5 cm[18] ;
    - Anthelme Trimolet, 1857, médaillon en plâtre, 25,5 × 25 × 4,5 cm[19] ;
    - Amédée Bonnet, 1857, médaillon en plâtre, 27,5 × 27,5 × 4 cm[20] ;
    - Le Père Enfantin, 1857, médaillon en plâtre, 25 × 5 cm[21] ;
    - Alexis Hellin, 1856, médaillon en plâtre, 23 × 23 × 4 cm[22] ;
    - Jean Barthélemy François Arlès-Dufour, 1856, médaillon en plâtre, 26 × 6 cm[23],[3].

  - opéra de Lyon : Terpsichore et Erato, 1862.
  - palais de la Bourse : L’Eau et Le Feu.
  - palais de justice :
    - La Justice et La Force, 1862.
    - Jean-Baptiste Guimet, 1853, buste en marbre du chimiste et industriel lyonnais, 58,6 × 33,5 × 24,5 cm, dépôt du musée des Beaux-Arts de Lyon[24].

  - parc de la Tête d'Or, orangeraie : L'Hiver et L'Automne.
  - musée Gadagne : Arlès-Dufour, 1855.
  - cimetière de Loyasse: 
    - Jules Exbrayat, 1852, buste, tombe de Jules Exbrayat.
    - Amédée Bonnet, 1866, buste, tombe d'Amédée Bonnet.
- Paris :
  - cimetière du Père-Lachaise : La Poésie légère, d’après le bas-relief de James Pradier, tombe de James Pradier.
  - faculté de médecine : Claude Hermann François Pidoux, buste en marbre blanc[25].
  - musée d'Orsay :
    - La Sculpture et la Peinture, sculpture de François Félix Roubaud, décor du palais du Louvre, Paris, entre 1855 et 1857, modèle en plâtre pour le haut-relief destinée au décor du pavillon Daru du palais du Louvre à Paris[26].
    - Francisque Balaÿ, vice-président du conseil législatif, buste en marbre.
    - Antonie Balaÿ, épouse du précédent, buste en marbre.
    - Nicolas Antoine Taunay, 1863, buste en marbre en hermès, commandé par le ministère de la Maison l'empereur et des Beaux-Arts, présenté au Salon de 1865.

  - palais du Louvre : 
    - La Sculpture et la Peinture, entre 1855 et 1857, décor du pavillon Daru.
    - La Philosophie et la Poésie, entre 1855 et 1857.

  - rue de Rivoli, no 49 : Cariatides, 1856.
- Versailles, château de Versailles, galerie des Batailles :  Nicolas Antoine Taunay, 1863, buste en marbre[3].